# Czynnik hydrotropowy
Czynnik hydrotropowy – substancja chemiczna (pierwiastek lub związek), która modyfikuje rozpuszczalność związków chemicznych w wodzie w taki sposób, że substancje trudnorozpuszczalne w wodzie dobrze rozpuszczają się w wodnych roztworach soli hydrotropowych. 
Czynniki hydrotropowe to, m.in. nikotynamid, kwas nikotynowy, kwas benzoesowy, kwas salicylowy, kwas gentyzynowy, kwas askorbinowy, kwas foliowy, histydyna, tryptofan, fenyloalanina, tyrozyna, krezol, fenol, ksantyna, pirydoksyna, sacharyna, sacharynian sodu, salicylan sodu, benzoesan sodu, chlorowodorek histydyny, chlorowodorek tiaminy.